# Nightmare Vacation
Nightmare Vacation è l'album in studio di debutto della rapper statunitense Rico Nasty, pubblicato il 4 dicembre 2020 dalle etichette Artist Partner Group, Atlantic Records e Sugar Trap.

## Descrizione
Nightmare Vacation vede anche la produzione del produttore discografico Kenny Beats oltre a quella di Dylan Brady, Avedon, Take a Daytrip, Buddah Bless e altri. L'album vede la partecipazione di Trippie Redd, Aminé, Gucci Mane e Don Toliver, ppcocaine, Rubi Rose e Sukihana come artisti ospiti.

## Antefatti
L'album, annunciato dalla rapper ad inizio 2020 è stato pubblicato il 4 dicembre dello stesso anno. Inizialmente era previsto per la fine di ottobre ma successivamente Rico ha comunicato la data ufficiale che lo vede in uscita più di un mese dopo rispetto alla data prevista. Il 30 novembre la rapper ha pubblicato l'elenco tracce ufficiale.

## Promozione
Il lancio dell'album di debutto è stato anticipato con la promozione di tre singoli. Il 13 agosto la rapper ha pubblicato il primo singolo estratto dall'album iPhone, accompagnato da un video musicale. Il secondo singolo, Own It, è stato pubblicato anch'esso con un video musicale il 17 settembre 2020. Don't Like Me, che vede la partecipazione di Don Toliver e Gucci Mane è stato reso disponibile il 22 ottobre dello stesso anno. Il mese successivo, il 10 novembre 2020 la rapper ha pubblicato il quarto singolo accompagnato da un video musicale intitolato OHFR?, dodicesima traccia dell'album. Più tardi, la stessa settimana del rilascio, Rico ha pubblicato un breve videoclip su YouTube che funge da trailer dell'album. Il giorno stesso dell'uscita dell'album la rapper ha reso disponibile su YouTube il video musicale del brano STFU.

## Accoglienza
Prima dell'uscita del progetto, sia il Los Angeles Times che Uproxx avevano definito Nightmare Vacation come uno degli album più attesi dell'autunno 2020.
Kyann-Sian Williams di NME ha scritto: «incanalando la cultura e il suono nostalgico degli anni 2000 e trasudando una turbolenta produzione moderna, il debutto di Rico consolida il suo status di talento singolare», e ha affermato che il disco «attinge alla libertà fai da te dei racconti sotterranei di Tales of Tacobella del 2017, ma con un approccio più raffinato».

## Tracce
1. Candy – 2:38 (Maria Kelly, Bradford Lewis, Malik Foxx-Parker)
2. Don't Like Me (feat. Don Toliver e Gucci Mane) – 2:45 (Kelly, Radric Davis, Caleb Zackery, Ty-Ron Douglas)
3. Check Me Out – 1:43 (Kelly, Malachi-Phree Pate, Foxx)
4. iPhone – 2:38 (Kelly, Dylan Brady)
5. STFU – 2:16 (Kelly, David Biral, Baptiste, Foxx)
6. Back & Fourth (con Aminé) – 3:01 (Kelly, Adam Daniel, Alex Petit, Dylan Clearly-Kell)
7. Girl Scouts – 2:41 (Kelly, Baptiste, Biral)
8. Let It Out – 2:28 (Kelly, Brady, Laura Les, Foxx)
9. Loser (feat. Trippie Redd) – 2:25 (Kelly, Michael White IV, Brandon Veal, Nick Seeley, Foxx)
10. No Debate – 2:13 (Kelly, Jason Fleming, Foxx)
11. Pussy Poppin – 1:56 (Kelly, Foxx, Brady, Less)
12. OHFR? – 2:00 (Kelly, Brady)
13. 10Fo – 2:42 (Kelly, Richard Ortiz, Alec Tolkin, Foxx)
14. Own It – 2:09 (Kelly, Camden Bench, Vincent van den Ende, Amit Nagra)
15. Smack A Bitch (feat. ppcocaine, Sukihana & Rubi Rose) (Remix) – 3:37 (Kelly, Lilliane Diomi, Rubi Rose, Destiny Henderson, Kenneth Blume III)
16. Smack A Bitch (Bonus) – 2:18 (testo: Kelly – musica: Blume III)

## Formazione
Musicisti
- Rico Nasty – voce
- Don Toliver – voce aggiuntiva (traccia 2)
- Gucci Mane – voce aggiuntiva (traccia 2)
- Aminé – voce aggiuntiva (traccia 6)

- Trippie Redd – voce aggiuntiva (traccia 9)
- ppcocaine – voce aggiuntiva (traccia 15)
- Rubi Rose – voce aggiuntiva (traccia 15)
- Sukihana – voce aggiuntiva (traccia 15)

Produzione
- Bradford Lews – produzione (traccia 1)
- Buddah Bless – produzione (traccia 2), programmazione
- Jasiah – produzione (traccia 3)
- Dylan Brady – produzione (tracce 4, 12), programmazione
- Take a Daytrip – produzione (tracce 5, 7)
- CashMoneyAP – produzione (traccia 6)
- Dez Wright – produzione (traccia 6)
- 100 gecs – produzione (tracce 8, 11)
- Brandon Finnesin – produzione (traccia 9)
- Nick Seeley – produzione (traccia 9)
- Bunx Dadda – produzione (traccia 10)
- F1lthy – produzione (traccia 13)
- Al B. Smoove – produzione (traccia 13)

- Avedon – produzione (traccia 14), programmazione
- Camden – produzione (traccia 14), programmazione
- Alter Ego – produzione (traccia 14), programmazione
- Kenny Beats – produzione (tracce 15, 16)
- Chris Athens – mastering
- Jaycen Joshua – missaggio
- Joe Fitz – missaggio
- DJ Riggins – assistenza al missaggio
- Jacob Richards – assistenza al missaggio
- Mike Seaberg – assistenza al missaggio
- Chris Athens – masterizzazione
- Paul Ian Bailey – registrazione